# Frivilligrådet
Frivilligrådet er et råd under Børne- og Socialministeriet, der rådgiver ministeren og Folketinget om den frivillige sektors rolle i forhold til at løse samfundets socialpolitiske udfordringer. Det er desuden rådets opgave at bidrage til den offentlige debat om den frivillige sektors udvikling samt at skabe øget opmærksomhed omkring den frivillige sociale indsats.
Rådet blev nedsat 1. juli 2008, har 12 medlemmer og drives som en statslig institution.
Frivilligrådet erstattede Rådet for Frivilligt Socialt Arbejde.
Børne- og socialminister Mai Mercado præsenterede i december 2017 en ny sammensætning af Frivilligrådet. Det nye frivilligråd går fra 10 til 12 medlemmer. Socialministeren vil stadig udpege formanden og endnu et medlem, mens to medlemmer udpeges af henholdsvis Kommunernes Landsforening og FriSe (Frivilligcentre & Selvhjælp Danmark). De resterende otte medlemmer skal findes ved direkte valg blandt de frivillige, sociale foreninger og organisationer.
Mads Roke Clausen, tidligere direktør i Mødrehjælpen, overtog d. 1 februar 2018 formandsposten fra Vibe Klarup. I marts 2021 trådte Mads Roke Clausen tilbage som formand, og næstformand Anna Bjerre blev udpeget som formand af social- og ældreminister Astrid Krag i den resterende periode .
I forbindelse med regeringens plan om udflytning af statslige arbejdspladser, blev det den 17. januar 2018 meddelt, at sekretariatet for Frivilligrådet sammen med Det Centrale Handicapråd skal udflyttes til den nordjyske by Brovst.
Det nuværende råd er forlænget til og med marts 2022.

## Rådets medlemmer 2018-2022
- Anna Bjerre Thorsteinsson, formand for Frivilligrådet, direktør i GirlTalk.dk (Valgt)
- Arne Eggert, udviklingsdirektør i Kommunernes Landsforening (Indstillet af KL)
- Ebbe Wendt Lorenzen, generalsekretær i foreningen LIVSVÆRK (Valgt)
- Jens Maibom Pedersen, formand for KFUM´s Sociale Arbejde (Valgt)
- John Hebo Nielsen, formand for Frivilligcenter Gentofte og Frivilligcentre & Selvhjælp Danmark (Indstillet af FriSe)
- Jonas Keiding Lindholm, generalsekretær i Red Barnet (Valgt)
- Knud Aarup, præsidiemedlem i BEDRE PSYKIATRI – Landsforeningen for pårørende (Valgt)
- Mirka Mozer, direktør i Indvandrer Kvindecentret (Valgt)
- Pelle Plesner, leder i foreningen Fit for Kids (Valgt)
- Sara Krüger Falk, seniorchefkonsulent hos Dansk Industri (Ministerudpeget)
- Thit Aaris-Høeg, direktør i Fonden for Socialt Ansvar (Valgt)